# Гостра Гора (Медобори)
Го́стра Гора́ — бокова товтра у Медоборах. Розташована в межах Гримайлівської селищної громади Тернопільської області, на північ від села Вікно. Є унікальним об'єктом заповідника «Медобори».
Площа 8,6 га. Назва гори походить від її форми, яка в минулому мала гострий шпиль, зруйнований у результаті функціонування тут кар'єра в 1950—1960-х роках. На товтрі збереглися рідкісні степові та наскельно-степові угруповання рослин, у складі яких є багато рідкісних, ендемічних, реліктових та видів на межі своїх ареалів. Зростає 9 червонокнижних та понад 50 регіонально рідкісних видів рослин.
Тут можна побачити угруповання теплолюбних рослин на відкритих вапнякових уступах та кам'яних розсипах, рештки організмів з вапняковим скелетом, що населяли тепле Сарматське море 15—20 млн. років тому та збереглися у вапняках у прижиттєвому положенні. Є надзвичайно цікаві та рідкісні рослини: ясенець білий (який називають в народі неопалимою купиною), змієголовник австрійський, ковила пірчаста та ковила волосиста. На Гострій зростають також ендемічні види Поділля: шиверекія подільська, шавлія кременецька, молочай волинський, лещиця дністровська, цибуля подільська.
З вершини гори добре проглядається навколишня місцевість: ланцюг товтрового пасма, гори Дзюрава, Лебедиха, Ципель, Франкові скелі, Довга, Любовня з розташованим біля них селом Вікном, назва якого походить від карстових озерець-вікнин, які є на його околицях.
Гостра Гора (Товтра) має велику науково–пізнавальну, естетичну та історичну цінність.